# 馬之陞
馬之陞（？—？），號耀寰，又号曜寰，陕西延安府綏德衛軍籍。

## 生平
正月二十六日生。萬曆三十四年（1606年）丙午科陕西鄉試第四十九名舉人，四十四年（1616年）丙辰科三甲一百七十名進士，都察院觀政，四十七年授大理寺评事，天啓四年（1624年）主考四川。五年考选，授户部主事，管皇城倉，六年调管江西九江鈔关，主管税收，七年升雲南司，升江西吉安府知府，崇祯七年補直隸大名府知府，八年擢山西副使，分巡冀宁道。

## 家族
祖父馬棟。父馬焕然。

## 引用
1. ↑  《萬曆四十四年丙辰科進士序齒録》